# Nouvelle Union populaire écologique et sociale
Nouvelle Union populaire écologique et sociale (förkortat NUPES ), på svenska ungefär Folkets nya ekologiska och sociala union, och på den officiella logotypen återgivet genom den grekiska bokstaven ny, "ν", är en politisk allians av franska vänsterpartier.
Alliansen bildades i samband med det franska presidentvalet 2022, då under namnet Union Populaire ( UP ), för att stödja Jean-Luc Mélenchons kandidatur som La France insoumises representant. Därefter utvecklades alliansen, genom att bland annat Europe Écologie Les Verts, det franska kommunistpartiet och socialistpartiet anslöt sig för att presentera gemensamma kandidaturer till parlamentsvalet 2022.

## Mål
Alliansen strävar efter att sammanföra vänsterns huvudsakliga politiska krafter för att presentera gemensamma kandidaturer till parlamentsvalet 2022.
De ingående partierna har slutit upp bakom flera mål, bland annat:
- höjning av minimilönen till 1 500 euro netto
- sänkning av pensionsålder till 60 års
- pristak på basförnödenheter
- ekologisk planering
- upprättandet av en sjätte republik[3]
- ett bidrag för att ge ungdomar självständighet[4]

Alliansen har som huvudsakligt mål att få en majoritet i nationalförsamlingen för att påtvinga president Emmanuel Macron cohabitation, med Jean-Luc Mélenchon som premiärminister.